# Synagoge Grunewald

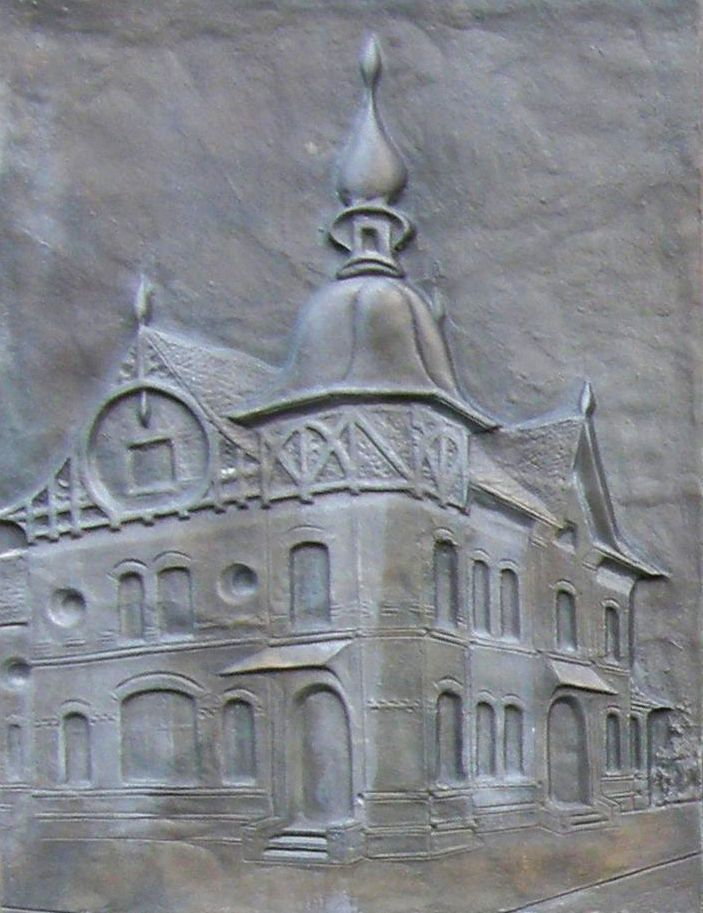
Relief der Synagoge Grunewald

Die Synagoge Grunewald war die Synagoge für die jüdischen Gläubigen in den Berliner Ortsteilen Grunewald, Schmargendorf und Dahlem. Sie befand sich auf Schmargendorfer Gebiet an der Franzensbader Straße. Während der Reichspogromnacht wurde sie von Nationalsozialisten angezündet und brannte nieder.

## Geschichte

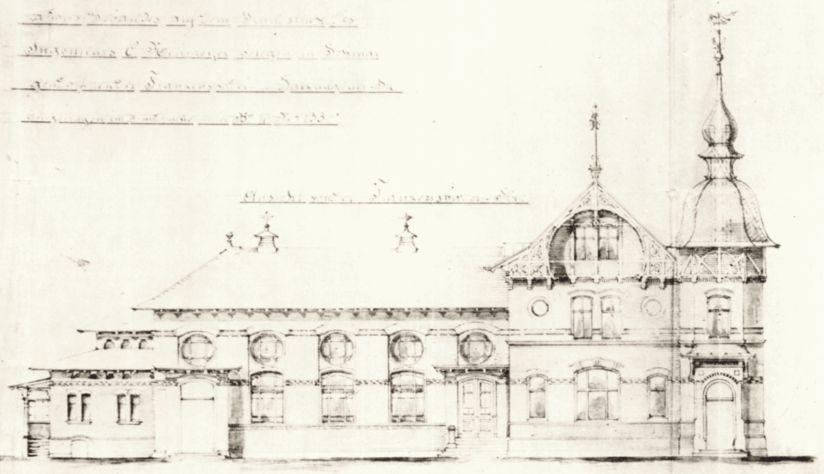
Entwurfszeichnung des Ausflugslokals von 1892, das 1923 zur Synagoge Grunewald wurde

Mit der Besiedlung der Villenkolonie Grunewald Anfang des 20. Jahrhunderts zogen auch viele wohlhabende jüdische Bürger in dieses neue Siedlungsgebiet am Rand des Grunewaldes. Die jüdischen Gottesdienste fanden in einem Privatgebäude statt. Kurz nach dem Ersten Weltkrieg gründete sich der „Synagogenverein Grunewald“ mit dem Ziel, eine Synagoge zu errichten. Vorsitzender des Vereins war Willy Abramczyk. 1923 erwarb der Verein das Grundstück an der Franzensbader Straße mit dem darauf befindlichen 1895 errichteten Tanz- und Ausflugslokal „Franzensbader Garten“. Die Architekten Bruno und Oskar Neubauer bauten das Gebäude zu einer Synagoge um. Der ehemalige Tanzsaal wurde zum Gebetsraum, der etwa 400 Gläubigen Platz bot. Weiterhin wurden Rabbiner-, Vereins- und Sitzungsräume im Erdgeschoss und Wohnungen im Ober- und Dachgeschoss eingerichtet. Am 9. September 1923, dem Jüdischen Neujahrstag Rosch ha-Schana, wurde die Synagoge Grunewald eingeweiht – auch der damalige evangelische Pfarrer wohnte der Einweihungsfeier bei. Von 1925 bis 1936 war Emil Bernhard Cohn Rabbiner der Grunewalder Synagoge.
Am 5. Mai 1929 wurde die Synagoge von der Jüdischen Gemeinde Berlin übernommen. Der Grunewalder Synagogenverein blieb trotzdem bestehen und kümmerte sich ab dieser Zeit um die allgemeine Interessenwahrnehmung der Gemeindemitglieder.
In der Reichspogromnacht vom 9. auf den 10. November 1938 wurde die Synagoge, wie viele weitere, von den Nationalsozialisten in Brand gesteckt. Ein Vermerk des Bauamtes dokumentierte 1940 den Zerstörungszustand:

„Der Synagogenteil ist bis auf die stehengebliebenen Umfassungswände mit den hohen Fensteröffnungen völlig zerstört; die Holzkonstruktionen des Daches und der Decke sind verbrannt und ins Innere gestürzt. Von dem zweigeschossigen Bauteil ist ein Teil des Daches und des Bodenraumes vom Brand zerstört. Die Räume – Erdgeschoß und Wohnungen sind geräumt, sämtliche Fensterscheiben sind zerschlagen, die Fensterflügel fehlen. Das Grundstück steht unbenutzt. […] Eine Wiederherstellung des Synagogenteils für gewerbliche Zwecke erscheint unwirtschaftlich, da höchstens ein Neuaufbau auf dem vorhandenen Fundament in Frage kommen dürfte. Die Brandruine wirkt stark störend auf das Straßenbild und stellt somit eine das Interesse der Allgemeinheit besonders schädigende Verunstaltung dar.“

Tatsächlich wurde die Ruine 1941 abgetragen. Das Grundstück wurde aber erst nach dem Zweiten Weltkrieg wieder genutzt und in den 1950er Jahren mit einem Wohnhaus bebaut.

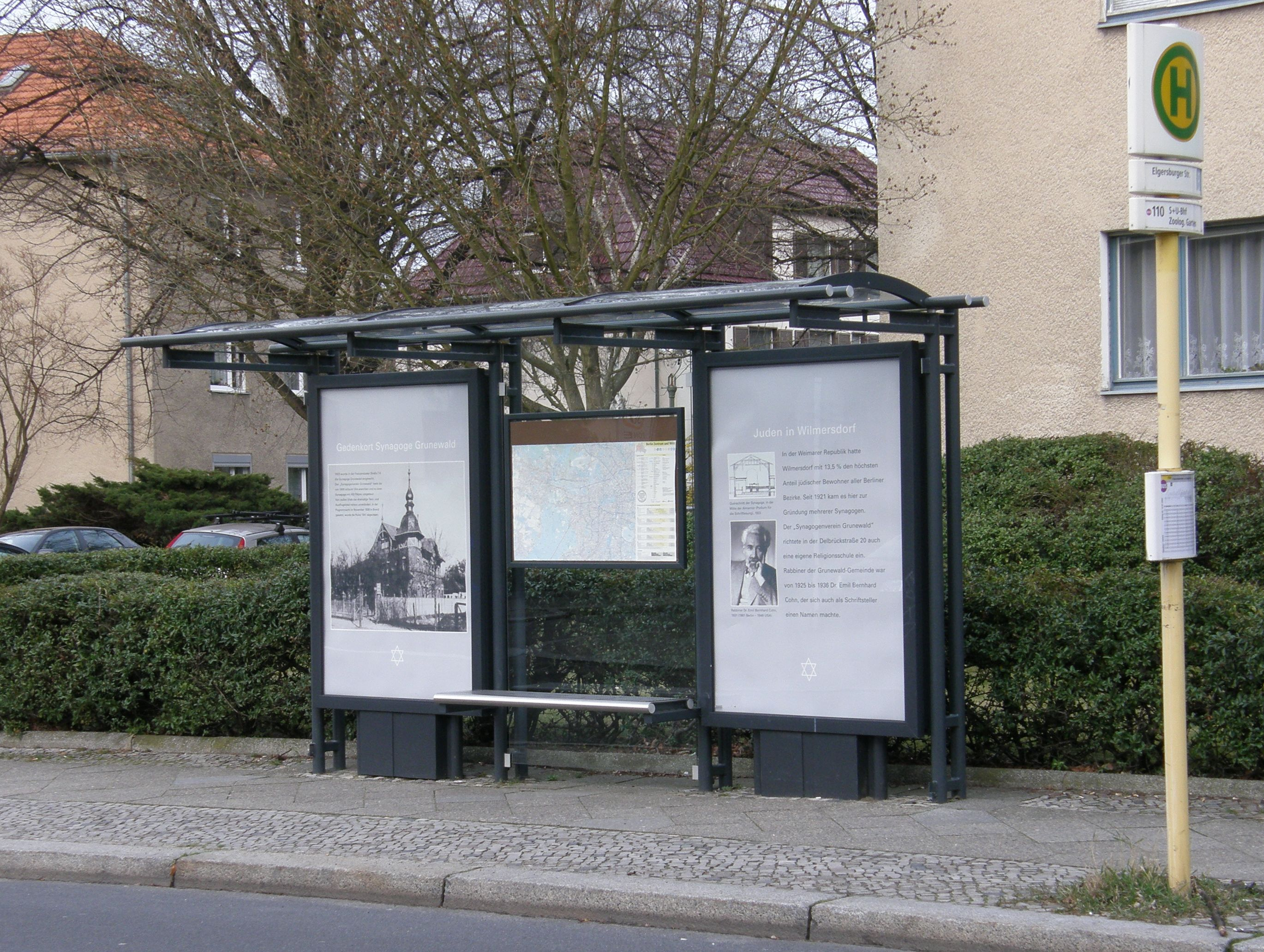
Als Gedenkort gestaltete Bushaltestelle

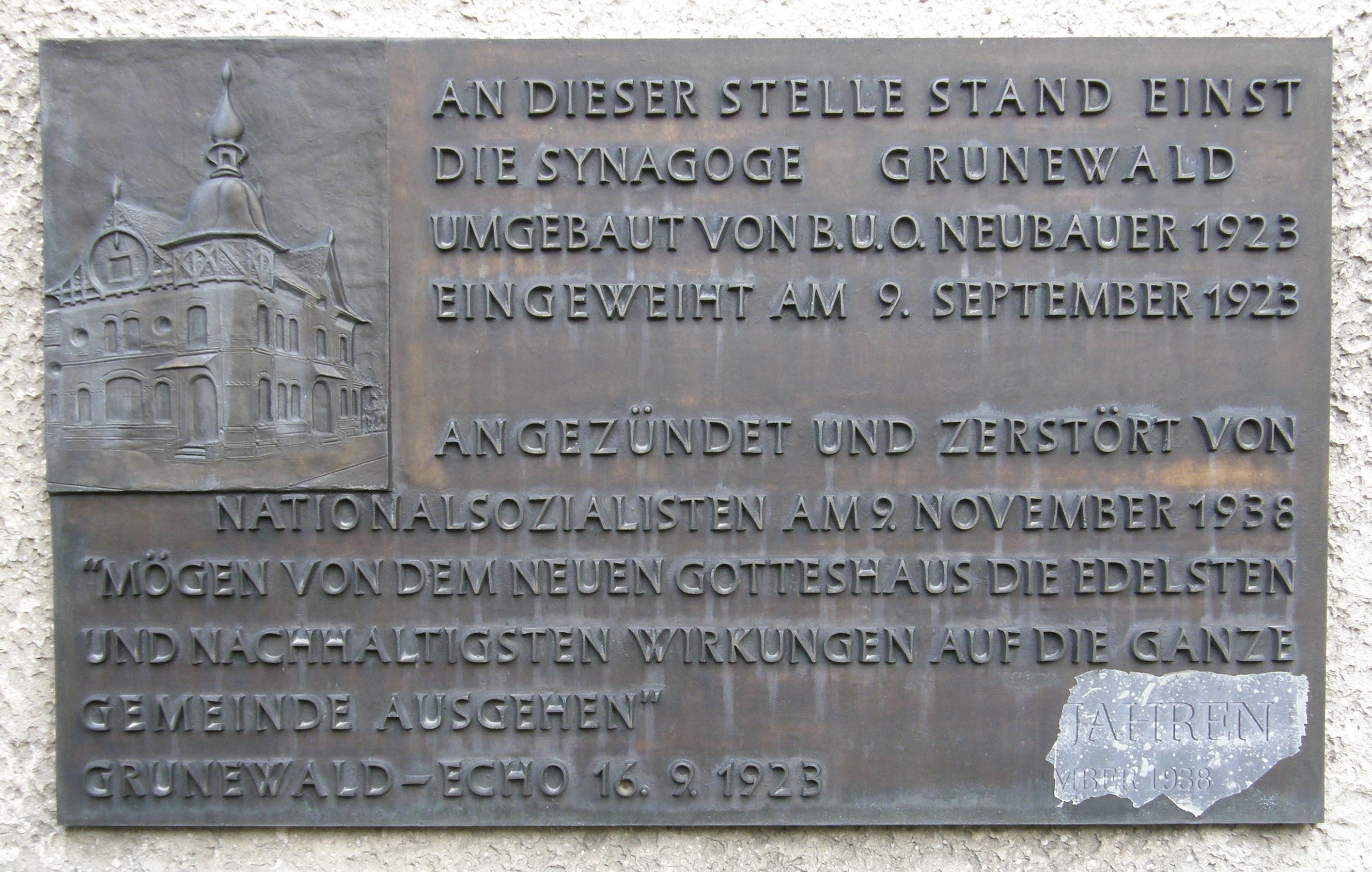
Gedenktafel am ehemaligen Standort der Synagoge

An dem neue errichteten Wohnhaus wurde eine bronzene Gedenktafel mit dem Text „Hier wurde ein jüdisches Gotteshaus, die Synagoge Grunewald, am 9. November 1938 durch Unverstand zerstört“ angebracht. Diese wurde am 9. November 1988 durch eine größere und ausführlichere, ebenfalls bronzene Gedenktafel ersetzt, die auch ein Relief der ehemaligen Synagoge enthält. 15 Jahre später, am 12. September 2003, wurde die nahe gelegene Bushaltestelle auf Initiative der Wall AG mit zwei Plakaten zu einem Gedenkort umgestaltet. Die Plakate wurden in Zusammenarbeit mit der Stiftung Topographie des Terrors erstellt. Die Einweihung des Gedenkortes durch Hans Wall fand im Beisein von Alexander Brenner (Vorsitzender der Jüdischen Gemeinde zu Berlin), Andreas Nachama (Geschäftsführender Direktor der Stiftung Topographie des Terrors) und Monika Thiemen (Bezirksbürgermeisterin von Charlottenburg-Wilmersdorf) statt. Die Gedenktafeln wurden in der Vergangenheit immer wieder Ziel antisemitischer Schmierereien.

## Belege
1. ↑  Zitiert nach Kiezspaziergang am 13. November 2004 vom Roseneck zum KWA-Stift am Hohenzollerndamm mit Bezirksstadtrat Joachim Krüger
2. ↑  Gedenkort für die Grunewald-Synagoge / Einweihung des zweiten Haltestellen-Projektes der Wall AG (Memento vom 16. November 2007 im Internet Archive) Pressemitteilung der Wall AG vom 12. September 2003
3. ↑  dpa-Meldung: Wieder Schmierereien auf Gedenktafeln für Synagoge (Memento des Originals vom 21. April 2014 im Internet Archive)  Info: Der Archivlink wurde automatisch eingesetzt und noch nicht geprüft. Bitte prüfe Original- und Archivlink gemäß Anleitung und entferne dann diesen Hinweis.